# Râpa „Carpov Iar”
Râpa „Carpov Iar” este un monument al naturii de tip geologic sau paleontologic în raionul Ocnița, Republica Moldova. Este amplasat la vest de satul Naslavcea, pe versantul stâng al albiei râulețului Chisărău, la aprox. 2 km de la gura de vărsare a acestuia (ocolul silvic Ocnița, Naslavcea, parcela 3, subparcelele 3, 22, 23). Are o suprafață de 18 ha conform Legii ariilor protejate sau 18,5 ha conform unor măsurări mai recente. Obiectul este administrat de Întreprinderea de Stat pentru Silvicultură Edineț.

## Istorie
Prima semnalare științifică a acestui monument natural a fost făcută de geologul moldovean Ion Suhov în 1947.

## Descriere
În acest sit au fost descoperite mai multe straturi de depozite geologice, enumerate în tabelul „Profil geologic”. În afară de numeroase resturi fosile ale florei și faunei preistorice, au fost extrase și reminiscențe ale omului din epoca de piatră.

### Profil geologic
Structura litostratigrafică arată în felul următor, ordinea cronologică fiind organizată de jos în sus:
| Perioada geologică | Nr.                                                           | Denumire, descriere | Grosime (m) |
| ------------------ | ------------------------------------------------------------- | --- | ----------- |
| neogen             | 8                                                             | calcare oolitice, pe secțiune substituite de nisipuri calcaroase și calcare cochilifere | 9           |
| neogen             | 7                                                             | nisipuri maritime | 1,5         |
| neogen             | 6                                                             | șisturi argiloase stratificate, ale căror culoare cenușie variază în funcție de sezon de la nuanțe deschise la nuanțe închise; aici au fost extrase amprente de floră, pești, insecte ș.a. de vârstă volhiniană                       | 11,5        |
| neogen             | 5                                                             | nisipuri sarmațiene bazale (volhiniene) fluviale | 0,3-1       |
| neogen             | 4                                                             | cremene compactă, cu vârstă nedeterminată (diferiți autori o plasează fie în neogen, fie în cretacic) | 9           |
| cretacic           | 4                                                             | cremene compactă, cu vârstă nedeterminată (diferiți autori o plasează fie în neogen, fie în cretacic) | 9           |
| 3                  | calcare marnoase, de vârstă cenomaniană (cretacicul superior) | aprox. 50 |             |
| vendian            | 2                                                             | gresii de Socoleni, de culoare pestriță | 7           |
| vendian            | 1                                                             | formațiunea de Kalius, reprezentată prin argilite negre, cenușii-închis, unele negre-verzui; este bituminoasă și conține concrețiuni de fosforite de până la 15 cm în diametru; atribuită vendianului mediu (590-540 milioane de ani) | 20          |

## Statut de protecție
Obiectivul a fost luat sub protecția statului prin Hotărîrea Sovietului de Miniștri al RSSM din 13 martie 1962 nr. 111, iar statutul de protecție a fost reconfirmat prin Hotărîrea Sovietului de Miniștri al RSSM din 8 ianuarie 1975 nr. 5 și Legea nr. 1538 din 25 februarie 1998 privind fondul ariilor naturale protejate de stat. Deținătorul funciar al monumentului natural este Întreprinderea de Stat pentru Silvicultură Edineț (în trecut numită Gospodăria Silvică de Stat Edineț).
Râpa prezintă interes științific de importanță internațională în ce privește cartarea geologică și studiul stratigrafic al formațiunilor sedimentare ale Platformei Est-Europene. Este un loc bogat în material paleontologic, paleobotanic și arheologic.
Conform situației din anul 2016, este necesară organizarea unor cercetări mai detaliate și includerea zonei în trasee turistice, pentru a valorifica întregul potențial științific și respectiv turistic.

## Galerie de imagini

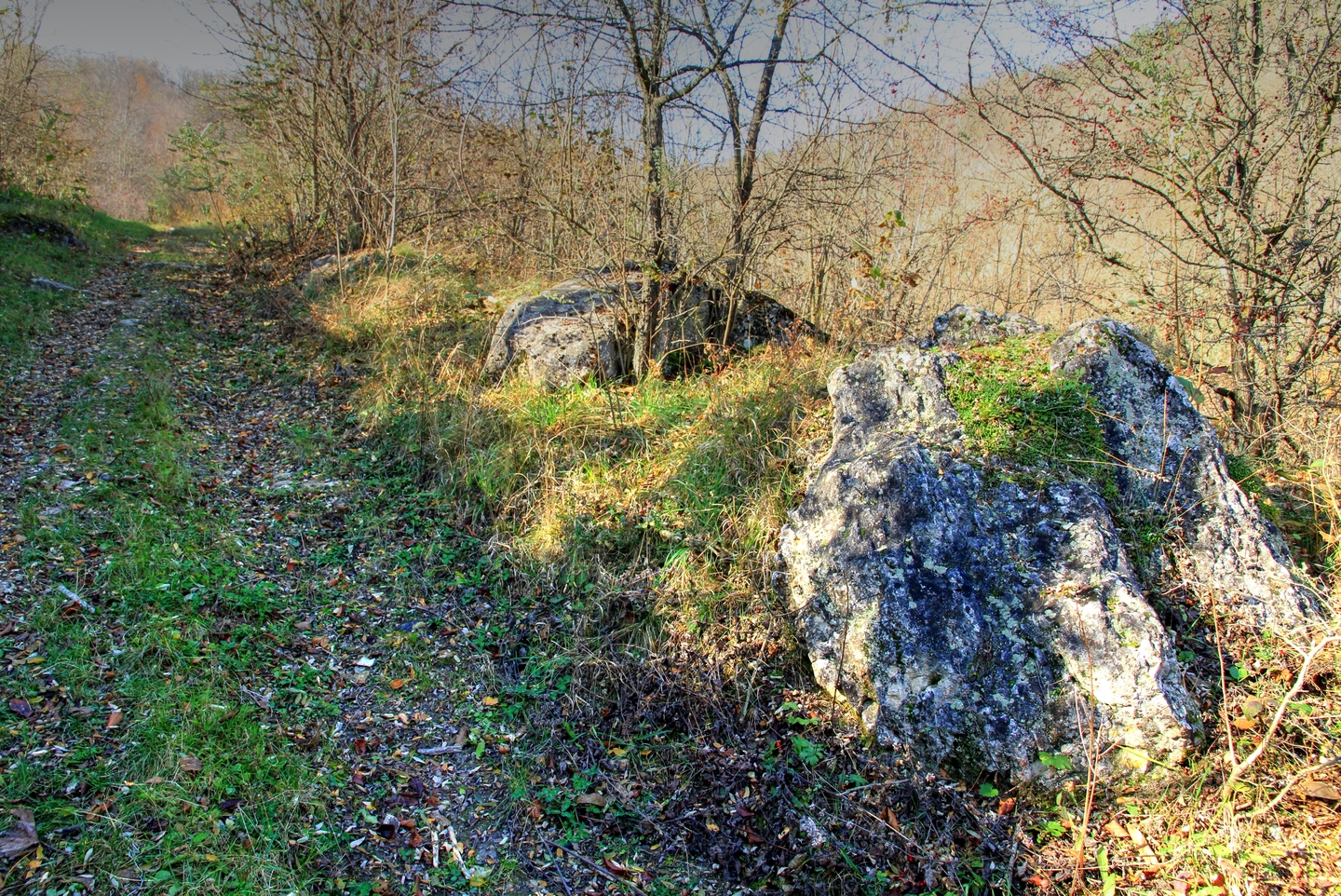
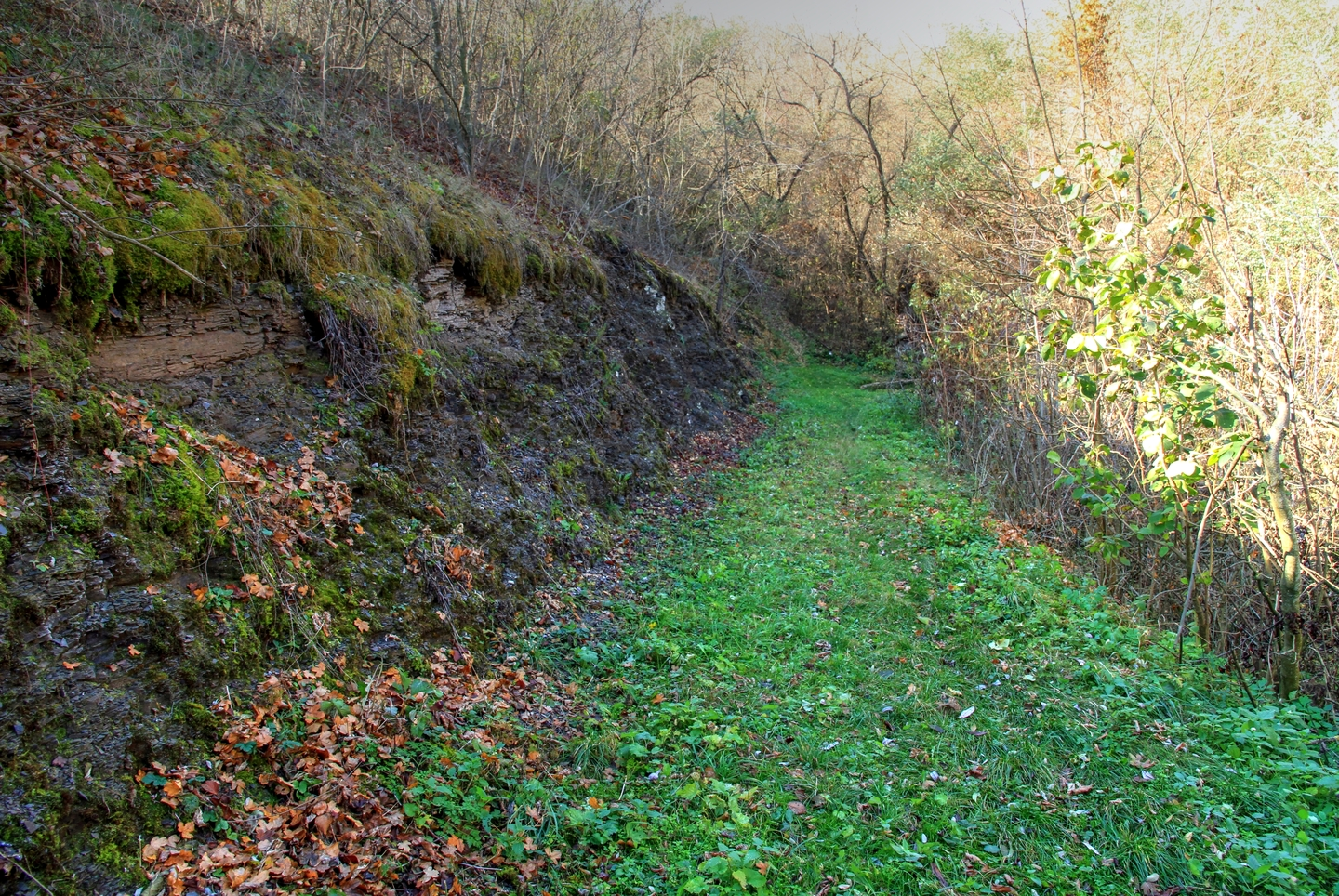
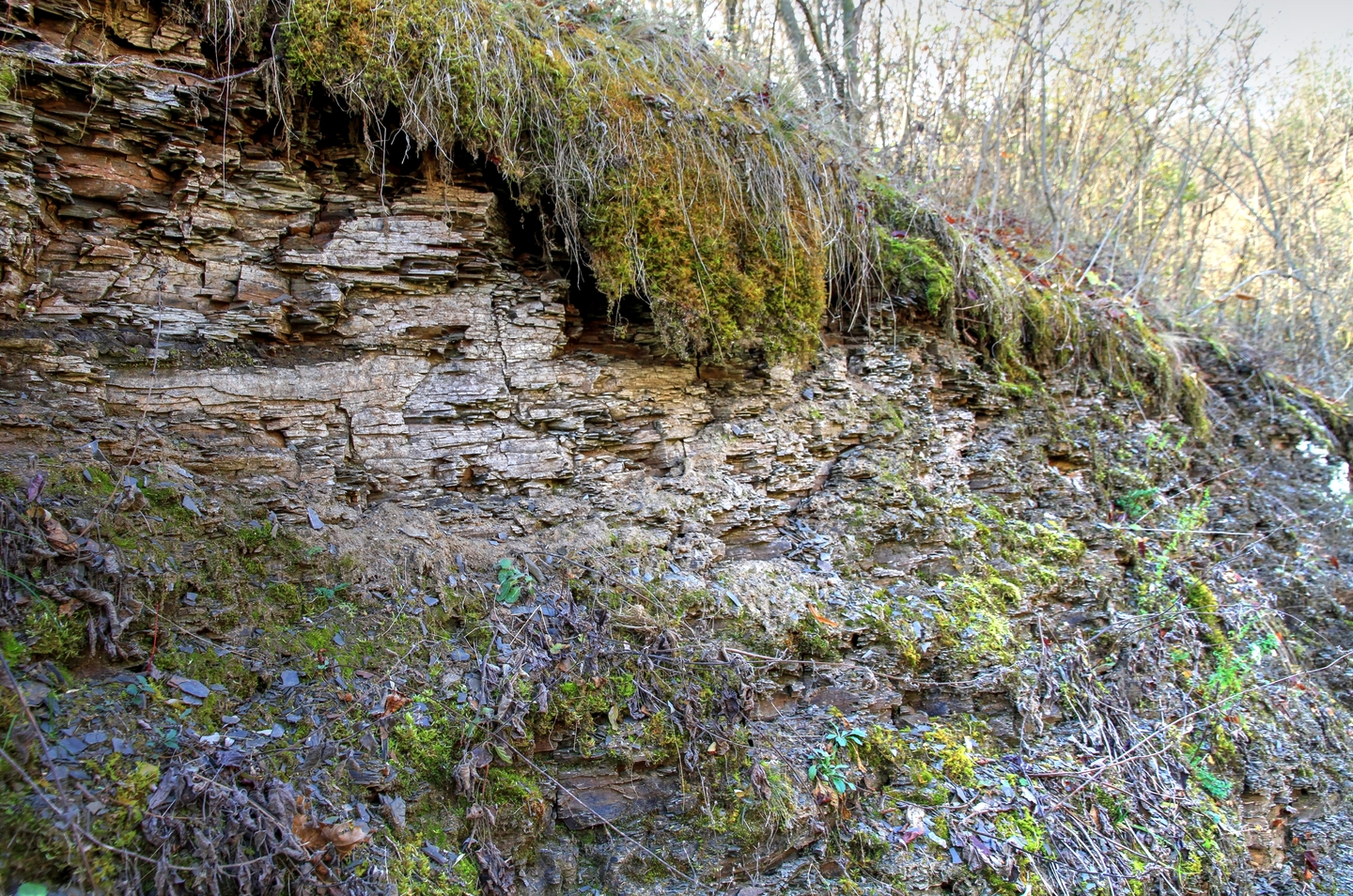
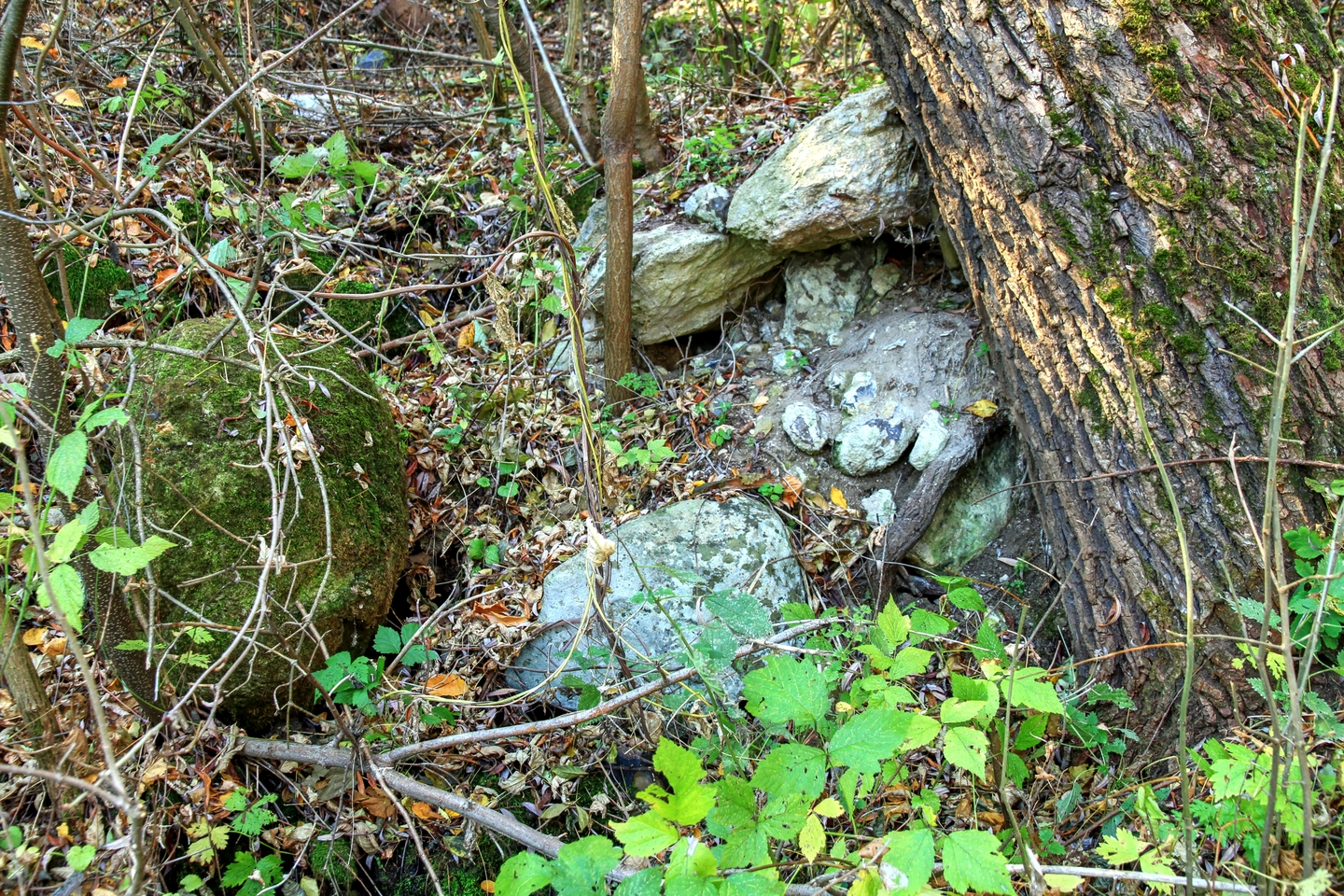
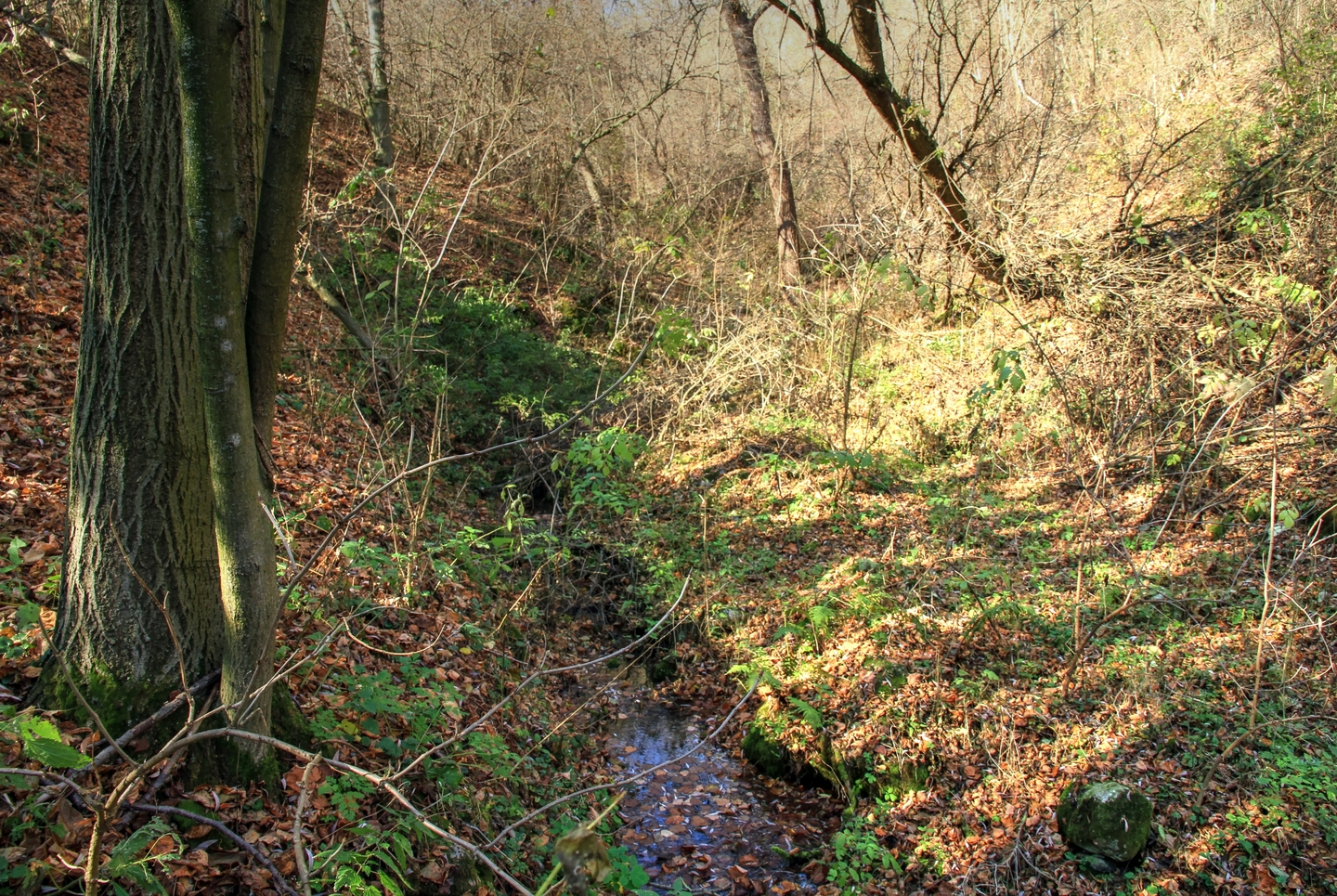
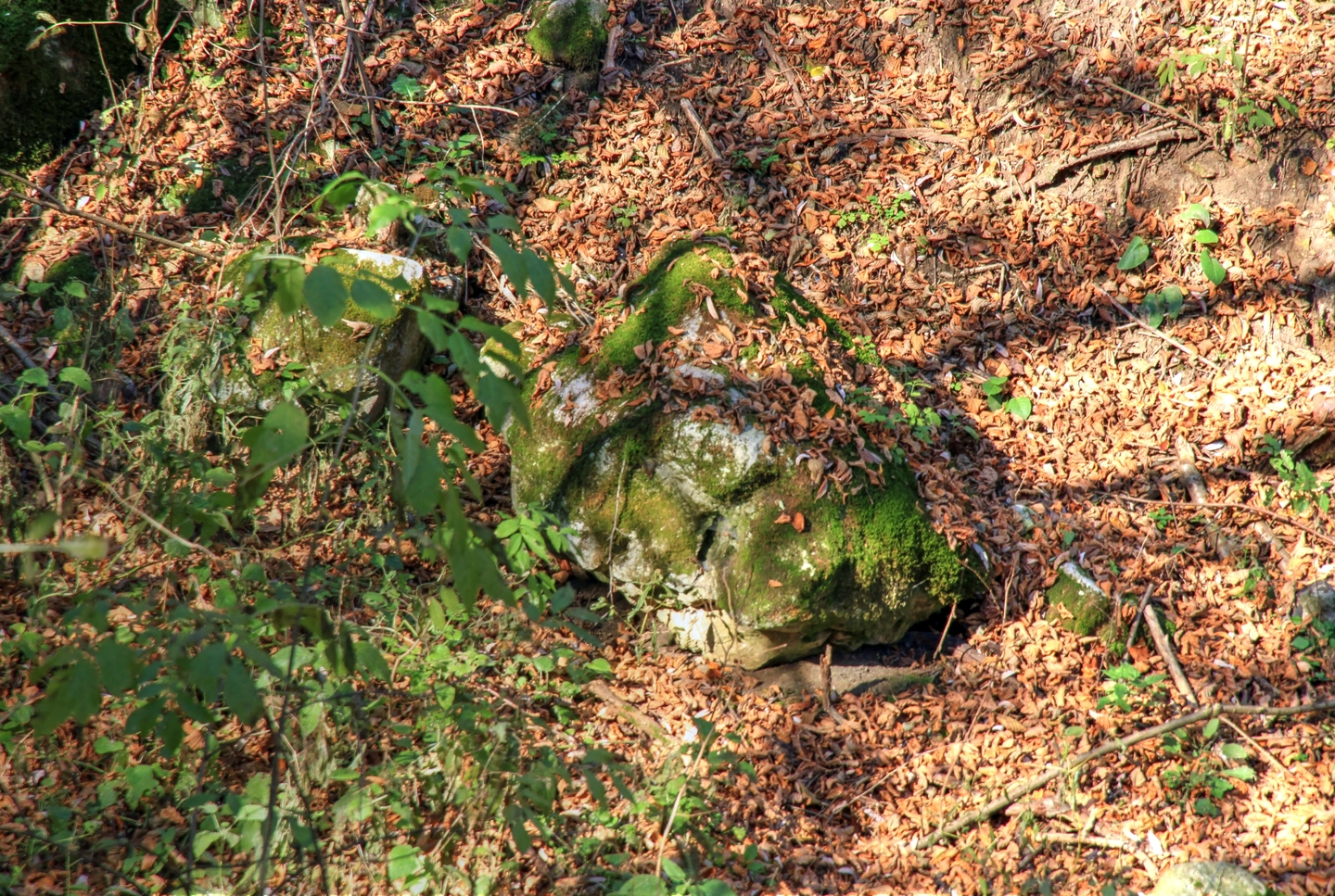
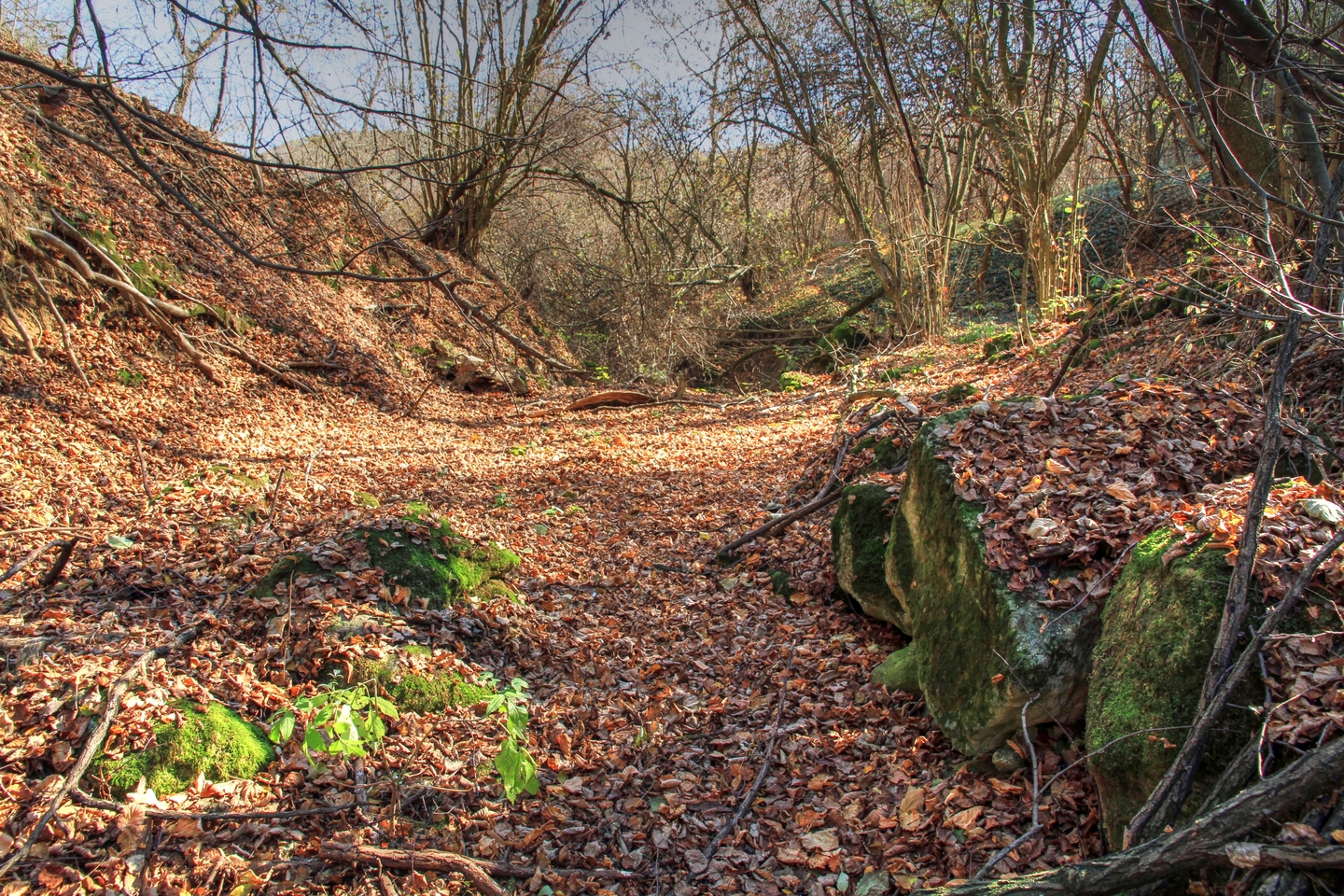
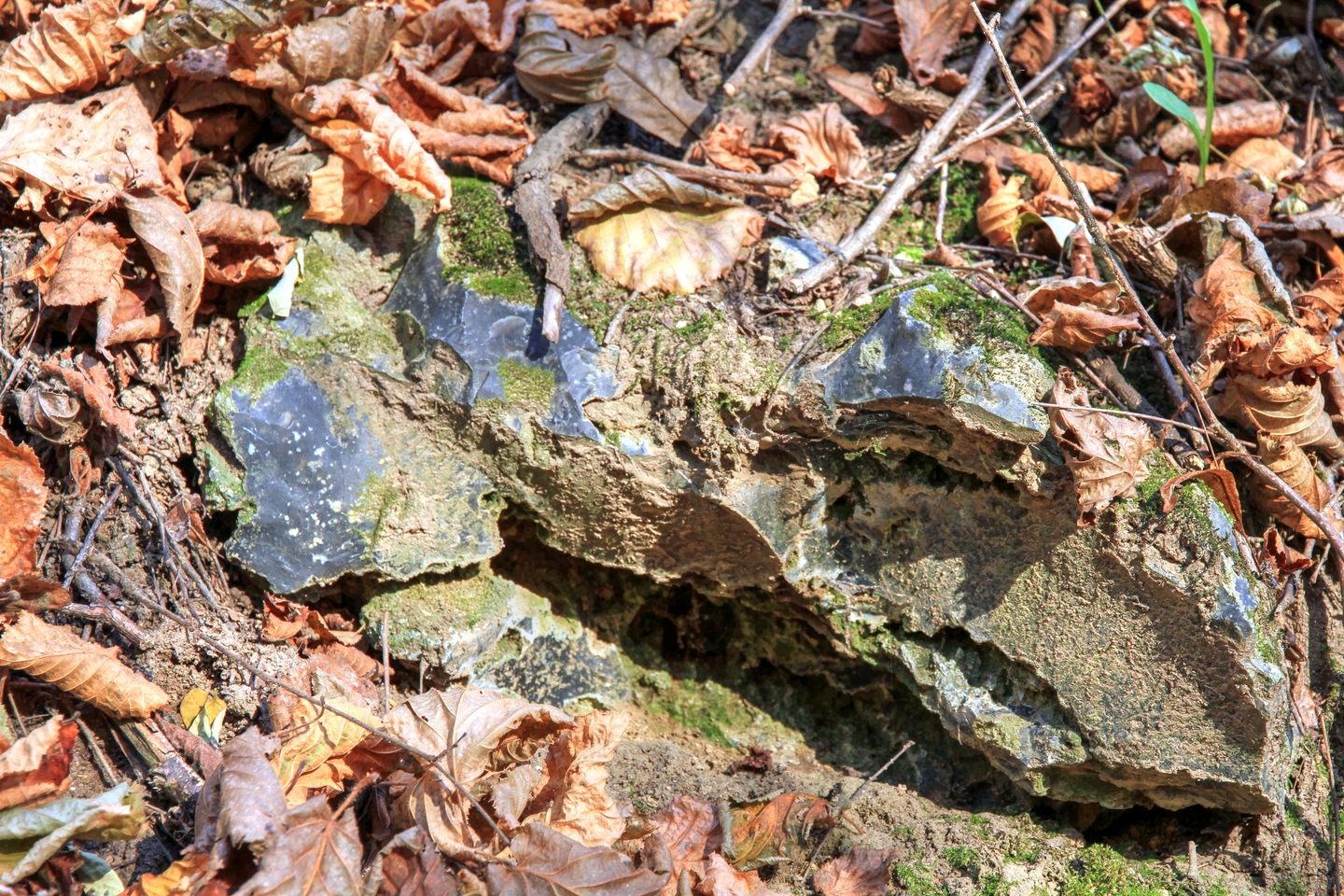